# Typhlodromus kuznetsovi
Typhlodromus kuznetsovi är en spindeldjursart som först beskrevs av Denmark och Welbourn 2002.  Typhlodromus kuznetsovi ingår i släktet Typhlodromus och familjen Phytoseiidae. Inga underarter finns listade i Catalogue of Life.